# Зашанхаенный
«Зашанхаенный» (англ. Shanghaied, другие названия — Charlie Shanghaied / Charlie on the Ocean / Charlie the Sailor) — короткометражный фильм Чарли Чаплина, выпущенный 4 октября 1915 года.

## Сюжет
Судовладелец застаёт Бродягу со своей дочерью и прогоняет его. Когда Бродяга проходит мимо доков, его просят помочь заставить матросов отправиться на корабль. Справившись со своей работой (не без помощи деревянного молотка), Бродяга и сам оказывается в роли матроса. На судне сразу же воцаряется суматоха, и вскоре вся команда оказывается за бортом. Затем мы видим Бродягу помощником кока, однако и здесь дело сопровождается постоянными ошибками и потасовками, и начальство остаётся без еды. Начинается качка, и Бродягу мутит. Вскоре выясняется, что на корабле его возлюбленная, которая хочет сбежать с ним. Капитан корабля решает взорвать его, однако влюблённые избавляются от бомбы. Судовладелец, хватившийся дочери, прибывает на корабль и вновь пытается унизить Бродягу, однако тот сталкивает его в воду и остаётся наедине с любимой.

## В ролях
- Чарли Чаплин — Бродяга
- Уэсли Рагглз — судовладелец
- Эдна Пёрвиэнс — дочь судовладельца
- Фрэнк Дж. Коулмэн — капитан корабля
- Бад Джемисон — помощник капитана
- Джон Рэнд — судовой кок
- Билли Армстронг — первый завербованный матрос
- Пэдди Макгуайр — второй завербованный матрос
- Лео Уайт — третий завербованный матрос
- Фред Гудвинс — юнга